# Belgisch Trainer van het Jaar (voetbal)
Trainer van het Jaar is een trofee van L'Avenir, Het Nieuwsblad en de Pro League. Deze trofee werd in 1983 voor het eerst uitgereikt. Na elk voetbalseizoen stemmen enkele ex-voetbaltrainers en ex-spelers en al de spelers uit de Belgische competitie op de trainer die volgens hen deze trofee het meest verdient.
Recordhouder met 4 keer is Hugo Broos voor Robert Waseige, Aimé Anthuenis en Michel Preud'homme. Zij wonnen elk drie keer de trofee.
| Jaar | Winnaar                                       | Club                                          | Nationaliteit                                 |
| ---- | --------------------------------------------- | --------------------------------------------- | --------------------------------------------- |
| 1983 | Paul Van Himst                                | RSC Anderlecht                                | Belg                                          |
| 1984 | Georges Heylens                               | RFC Seraing                                   | Belg                                          |
| 1985 | Robert Waseige                                | Club Luik                                     | Belg                                          |
| 1986 | Urbain Haesaert                               | SV Waregem                                    | Belg                                          |
| 1987 | Aad de Mos                                    | KV Mechelen                                   | Nederlander                                   |
| 1988 | Georg Kessler                                 | Antwerp FC                                    | Duitser                                       |
| 1989 | Aad de Mos                                    | KV Mechelen                                   | Nederlander                                   |
| 1990 | Georges Leekens                               | Club Brugge                                   | Belg                                          |
| 1991 | René Vandereycken                             | KAA Gent                                      | Belg                                          |
| 1992 | Hugo Broos                                    | Club Brugge                                   | Belg                                          |
| 1993 | Walter Meeuws                                 | Antwerp FC                                    | Belg                                          |
| 1994 | Robert Waseige                                | Sporting Charleroi                            | Belg                                          |
| 1995 | Robert Waseige                                | Standard Luik                                 | Belg                                          |
| 1996 | Hugo Broos                                    | Club Brugge                                   | Belg                                          |
| 1997 | Eric Gerets                                   | Lierse SK                                     | Belg                                          |
| 1998 | Eric Gerets                                   | Club Brugge                                   | Belg                                          |
| 1999 | Aimé Anthuenis                                | RC Genk                                       | Belg                                          |
| 2000 | Aimé Anthuenis                                | RSC Anderlecht                                | Belg                                          |
| 2001 | Aimé Anthuenis                                | RSC Anderlecht                                | Belg                                          |
| 2002 | Sef Vergoossen                                | RC Genk                                       | Nederlander                                   |
| 2003 | Trond Sollied                                 | Club Brugge                                   | Noor                                          |
| 2004 | Hugo Broos                                    | RSC Anderlecht                                | Belg                                          |
| 2005 | Trond Sollied                                 | Club Brugge                                   | Noor                                          |
| 2006 | Francky Dury                                  | SV Zulte Waregem                              | Belg                                          |
| 2007 | Hugo Broos                                    | RC Genk                                       | Belg                                          |
| 2008 | Michel Preud'homme                            | Standard Luik                                 | Belg                                          |
| 2009 | László Bölöni                                 | Standard Luik                                 | Roemeen                                       |
| 2010 | Ariël Jacobs                                  | RSC Anderlecht                                | Belg                                          |
| 2011 | Frank Vercauteren                             | KRC Genk                                      | Belg                                          |
| 2012 | Hein Vanhaezebrouck                           | KV Kortrijk                                   | Belg                                          |
| 2013 | Francky Dury                                  | SV Zulte Waregem                              | Belg                                          |
| 2014 | Peter Maes                                    | KSC Lokeren                                   | Belg                                          |
| 2015 | Michel Preud'homme                            | Club Brugge                                   | Belg                                          |
| 2016 | Michel Preud'homme                            | Club Brugge                                   | Belg                                          |
| 2017 | René Weiler                                   | RSC Anderlecht                                | Zwitser                                       |
| 2018 | Ivan Leko                                     | Club Brugge                                   | Kroat                                         |
| 2019 | Philippe Clement                              | KRC Genk                                      | Belg                                          |
| 2020 | Geen uitreiking door niet afwerken competitie | Geen uitreiking door niet afwerken competitie | Geen uitreiking door niet afwerken competitie |
| 2021 | Alexander Blessin                             | KV Oostende                                   | Duitser                                       |
| 2022 | Felice Mazzù                                  | Union Sint-Gillis                             | Belg                                          |
| 2023 | Mark van Bommel                               | Antwerp FC                                    | Nederlander                                   |
| 2024 | Alexander Blessin                             | Union Sint Gillis                             | Duitser                                       |
| 2024 | Sébastien Pocognoli                           | Union Sint Gillis                             | Belg                                          |